# Love Is Noise
Singles de The Verve
Sonnet
(1998) Rather Be
(2008)
Pistes de Forth
Sit & Wonder Rather Be
Love Is Noise est une chanson du groupe britannique de Britpop The Verve, tirée de leur quatrième album, Forth. Elle est sortie le 3 août 2008 comme premier single de cet album, et a atteint la 4e position sur le UK Singles Chart. Love Is Noise, a été en premier diffusé sans préavis par Zane Lowe dans son émission sur la BBC Radio 1 le 23 juin 2008. Le single sort le 11 août suivant, devenant numéro 4 sur le UK Singles Chart et est réédité en Europe, créant un véritable come-back du groupe, qui n'avait plus publié de single depuis Sonnet en 1998.
Le clip vidéo de la chanson a fait sa première apparition sur le Myspace de The Verve le 9 juillet.
Le chanteur et compositeur du groupe, Richard Ashcroft a déclaré s'être inspiré pour l'écriture de Love Is Noise du poème And did those feet in ancient time, plus connu sous le nom de Jerusalem de William Blake.

## Liste des titres
- CD promo

1. Love Is Noise (Radio Edit) - 4:04
2. Love Is Noise (version album) - 5:30

- CD international

1. Love Is Noise - 4:02
2. Chic Dub - 6:11

- CD single Promo Remixes[2]

1. Love Is Noise (Death metal disco scene remix)
2. Love Is Noise (Death metal disco scene dub)
3. Love Is Noise (Tom Neville silent lover mix)
4. Love Is Noise (Tom Neville silent lover instrumental)
5. Love Is Noise (Tom Neville noisy lover mix)
6. Love Is Noise (Tom Neville noisy lover instrumental)
7. Love Is Noise (Tong & Rogers wonderland mix)
8. Love Is Noise (Tong & Rogers wonderland instrumental)
9. Love Is Noise (version album)

- EP digital

1. Love Is Noise (version album) - 5:30
2. Chic Dub - 6:11
3. Let The Damage Begin (live 2007) - 4:09
4. A Man Called Sun (live 2007) - 5:19

- EP iTunes digital

1. Love Is Noise (version album) - 5:30
2. Love Is Noise (Freelance Hellraiser remix) - 9:10

- Vinyle 7" Gatefold[3]

1. "Love Is Noise" - 4:02
2. "Let The Damage Begin" (live 2007) - 4:09
3. "A Man Called Sun" (live 2007) - 5:19

## Charts
| Single          | Plus haute position dans les charts | Plus haute position dans les charts | Plus haute position dans les charts | Plus haute position dans les charts | Plus haute position dans les charts | Plus haute position dans les charts | Plus haute position dans les charts | Plus haute position dans les charts | Plus haute position dans les charts | Plus haute position dans les charts | Plus haute position dans les charts | Plus haute position dans les charts |
| Single          | UK Singles Chart                    | Irish Singles Chart                 | ARIA Charts                         | Öst3 Top 40                         | Ultratop                            | Swiss Charts                        | DNK Tracklisten                     | German Singles Chart                | FIMI Top 100                        | Dutch Top 100                       | NZ Singles Chart                    | Hitlistan                           |
| --------------- | ----------------------------------- | ----------------------------------- | ----------------------------------- | ----------------------------------- | ----------------------------------- | ----------------------------------- | ----------------------------------- | ----------------------------------- | ----------------------------------- | ----------------------------------- | ----------------------------------- | ----------------------------------- |
| "Love Is Noise" | 4                                   | 7                                   | 51                                  | 29                                  | 26                                  | 26                                  | 18                                  | 26                                  | 6                                   | 65                                  | 35                                  | 10                                  |